# Coflorescentie
Coflorescentie is de aanduiding voor het terminale deel van de synflorescentie (samengestelde bloeiwijze) bij zeggesoorten, dat de hoofdbloeiwijze vertegenwoordigt. Bij veel zegges is dat de zogenaamde "mannelijke aar" aan de top van de bloeiwijze.

## Bloeiwijze bij zeggesoorten
De bloeihalm van zegges is een synflorescentie, waarbij de hoofdas (spil, rachis) aan zijn top eindigt met een opeenhoping van gewoonlijk mannelijke bloemen, de coflorescentie. Onder dit deel van de bloeiwijze (traditioneel "eindaar" of "mannelijke aar" genoemd) ligt de 'paracladiale zone', die zo genoemd wordt wegens de aanwezigheid van een of meer paracladia (enkelvoud: paracladium), de zijtakken (rachillae) met bloemen. De architectuur van de paracladia is een herhaling van die van de hoofdas van de bloeiwijze. De paracladia staan in de oksel van een schutblad (bractee). Aan de basis van een paracladium bevindt zich om de stengel een laagte- of voorblad dat de stengel (vrijwel) geheel omgeeft en cladoprofyllum wordt genoemd. De paracladia eindigen in een verzameling (meestal mannelijke) bloemen, de terminaal gelegen coflorescentie. Meer naar de aanhechtigsplaats (proximaal) van de zijtak bevindt zich vaak het vrouwelijke deel van de bloeiwijze of zijtakken van een hogere orde. 
Binnen het Carex ondergeslacht Carex is er een grote mate van reductie van delen van de bloeiwijze.